# Anthophora dorsalis
Anthophora dorsalis là một loài Hymenoptera trong họ Apidae. Loài này được Vachal mô tả khoa học năm 1909.